# Tatort: Leerstand
Leerstand ist ein Fernsehfilm aus der Kriminalreihe Tatort der ARD und des ORF. Der Film wurde vom HR produziert und am 9. Oktober 2005 im Programm Das Erste zum ersten Mal gesendet. Für die Frankfurter Ermittler Dellwo und Sänger ist es ihr siebter gemeinsamer Fall.

## Handlung
Ein Obdachloser meldet den Fund einer weiblichen Leiche im alten Polizeipräsidium von Frankfurt. Da es nach Fremdeinwirkung aussieht, sollen Dellwo und Sänger ermitteln. Sie suchen in dem alten Gebäudekomplex nach der angeblichen Leiche, doch finden sie weder eine tote Frau, noch die zwei Polizeibeamten, die bereits vor ihnen angekommen sein sollen. Dafür begegnen ihnen Obdachlose, die in den leerstehenden Gebäudeteilen ihr Quartier aufgeschlagen haben. Sie bedrohen Dellwo und Sänger, und es sieht ganz danach aus, dass die beiden Polizisten, die sie hier treffen sollten, als Geiseln genommen wurden. Kurz darauf erscheint ein Komplize des Entführers mit der Anwältin Cosima Abt, die ihn jedoch nicht freiwillig begleitet. Während Dellwo und Abt in dem alten Polizeipräsidium festgehalten werden, soll Charlotte Sänger den gerade aus der Haft entlassenen Alexander Kern ebenfalls an diesen Ort holen. Um sich selber und auch die vermissten Beamten nicht zu gefährden, müssen sie auf die Forderungen der Entführer eingehen.
Kern, der in einem reinen Indizienprozess wegen der Entführung von Ulrike Decker verurteilt wurde, hatte eine Wiederaufnahme des Verfahrens beantragt, weshalb er das Gefängnis verlassen durfte. Er beteuert nach wie vor unschuldig zu sein, doch der Vater von Ulrike Decker will verhindern, dass der mutmaßliche Mörder seiner Tochter auf freiem Fuß bleiben darf. Dellwo soll ihn dazu bringen, die Tat zu gestehen. Deshalb hat er diese ganze Aktion eingeleitet. Der Ermittler bezweifelt, dass er den selbstgefälligen Kern zum Reden bringen kann, da ihm das vor drei Jahren auch nicht gelungen war.
Dellwo macht Kern klar, dass Decker es ernst meint und er ihn hier nicht schützen kann. Offiziell weiß niemand, dass sie hier alle entführt wurden, und daher ist auch keine Hilfe zu erwarten. Allerdings haben Fromm, Scheer und Kruschke herausgefunden, dass mit ihren Kollegen etwas nicht stimmen kann und begeben sich auf die Suche nach ihnen. Kruschke findet ihre Spur und bemerkt, dass seine Kollegen gewaltsam festgehalten werden. Er kommt mit SEK-Verstärkung, doch fordert Decker, dass sie sich zurückhalten. Nachdem Dellwo und Sänger Kern ins Gewissen reden, führt er sie tatsächlich zu dem Versteck, in welchem er das Mädchen eingegraben hatte. Dellwo öffnet den Deckel und darunter liegt eine mumifizierte Leiche.
Am Ende wacht Dellwo in der Wohnung seiner Kollegin Sänger auf und stellt fest, dass alles nur ein Traum gewesen zu sein scheint. Doch als er in die Morgenzeitung sieht, fällt sein Blick auf einen Artikel, wonach sich Kern in seiner Zelle erhängt hätte.

## Hintergrund
Der Film wurde vom HR produziert und in Frankfurt, unter anderem im tatsächlich seit vielen Jahren leerstehenden alten Frankfurter Polizeipräsidium, und Umgebung gedreht.

## Rezeption

### Einschaltquoten
Die Erstausstrahlung von Leerstand am 9. Oktober 2005 wurde in Deutschland von insgesamt 7,2 Millionen Zuschauern gesehen und erreichte einen Marktanteil von 20,1 Prozent für Das Erste.

### Kritik
Rainer Tittelbach von tittelbach.tv bewertet diesen Tatort als „bizarr, spannend, irritierend. […] ‚Leerstand‘ unterstreicht die Ausnahmestellung, die der hessische ‚Tatort‘ im Konzert der Krimi-Reihen einnimmt. Keine Allerweltsfälle, keine Ermittlerroutine. Kantige Charaktere, von der kaputten Seite der Wirklichkeit angefressene Geschichten und der Mut, notfalls auch mal mit den Konventionen des Genres zu brechen.“
Die Kritiker bei Quotenmeter.de meinen: „‚Leerstand‘ ist in ein komplex gestrickter Krimi, der es dem Zuschauer nahezu unmöglich macht, nicht auch den Kopf einzuschalten. Dies mindert allerdings nicht die Spannung, die bis zum Ende währt. Anstatt Action und Hektik bietet der Film Kontinuität und Ausdauer. ‚Leerstand‘ geht behutsam vor und baut eine starke, psychische Atmosphäre auf.“
Die Kritiker der Fernsehzeitschrift TV Spielfilm meinen, dieser „ungewöhnlich erzählte, packende“ Tatort sei ein „Psychodrama mit kafkaesken Zügen.“